# Tezuka Kohei
Tezuka Kohei (手塚 康平 Tezuka Kohei, sinh ngày 6 tháng 4 năm 1996) là một cầu thủ bóng đá người Nhật Bản thi đấu cho Kashiwa Reysol.

## Sự nghiệp
Sau khi lớn lên ở hệ thống trẻ Kashiwa Reysol, Tezuka ra nước ngoài để tích lũy kinh nghiệm, và anh đến Úc, ký hợp đồng với Onehunga Sports. Sau đó anh trở lại Reysol, chỉ ra sân một trận duy nhất. Anh ra mắt ngày 15 tháng 3 năm 2017 trong trận đấu tại J. League Cup trước Shimizu S-Pulse và thậm chí anh còn ghi bàn thắng quyết định cho Reysol.

## Thống kê câu lạc bộ
Cập nhật đến ngày 23 tháng 2 năm 2018.
| Thành tích câu lạc bộ | Thành tích câu lạc bộ | Thành tích câu lạc bộ | Giải vô địch | Giải vô địch | Cúp                   | Cúp                   | Cúp Liên đoàn         | Cúp Liên đoàn         | Tổng cộng | Tổng cộng |
| Mùa giải              | Câu lạc bộ            | Giải vô địch          | Số trận      | Bàn thắng    | Số trận               | Bàn thắng             | Số trận               | Bàn thắng             | Số trận   | Bàn thắng |
| Nhật Bản              | Nhật Bản              | Nhật Bản              | Giải vô địch | Giải vô địch | Cúp Hoàng đế Nhật Bản | Cúp Hoàng đế Nhật Bản | Cúp Hoàng đế Nhật Bản | Cúp Hoàng đế Nhật Bản | Tổng cộng | Tổng cộng |
| --------------------- | --------------------- | --------------------- | ------------ | ------------ | --------------------- | --------------------- | --------------------- | --------------------- | --------- | --------- |
| 2016                  | Kashiwa Reysol        | J1 League             | 0            | 0            | 0                     | 0                     | 0                     | 0                     | 0         | 0         |
| 2017                  | Kashiwa Reysol        | J1 League             | 16           | 2            | 0                     | 0                     | 2                     | 1                     | 18        | 3         |
| Tổng                  | Tổng                  | Tổng                  | 16           | 2            | 0                     | 0                     | 2                     | 1                     | 18        | 3         |